# Kościół Przemienienia Pańskiego w Śniatyczach
Kościół Przemienienia Pańskiego w Śniatyczach – rzymskokatolicki kościół w Śniatyczach, wzniesiony w 1838 jako cerkiew unicka. Następnie od 1875 do 1918 był świątynią prawosławną. W rękach katolików pozostaje od 1918. 

## Historia
W 1838 z fundacji hrabiny Antoniny Załuskiej w Śniatyczach została wzniesiona cerkiew unicka św. Jana Ewangelisty, która zastąpiła starszą świątynię istniejącą co najmniej od 1722 i noszącą wezwanie św. Jana Chrzciciela. Po likwidacji unickiej diecezji chełmskiej obiekt przejął Rosyjski Kościół Prawosławny. 
W 1918 budynek został zrewindykowany na rzecz Kościoła rzymskokatolickiego i w 1919 odnowiony. W latach II wojny światowej prawosławni na krótko odzyskali cerkiew. W latach 60. XX wieku, gdy obiekt ponownie pełnił funkcje kościoła, został gruntownie wyremontowany.

## Architektura
Fasadę budynku zdobi neogotycki szczyt stanowiący adaptację na grunt cerkiewnej architektury drewnianej elementów zdobniczych typowych dla dziewiętnastowiecznych świątyń murowanych.